# Gonolobus hadrostemma
Gonolobus hadrostemma är en oleanderväxtart som beskrevs av W.D.Stevens. Gonolobus hadrostemma ingår i släktet Gonolobus och familjen oleanderväxter. Inga underarter finns listade i Catalogue of Life.